# Johann Peperkorn
Johann Leopold Peperkorn (* 13. Februar 1890 in Kiel; † 1. April 1967) war ein deutscher Theologe und Politiker (NSDAP).

## Leben
1910 legte Peperkorn am Königlichen Gymnasium in Kiel sein Abitur ab, nach 11 Jahren an dieser Schule. Anschließend studierte er Theologie in Kiel, Berlin und Tübingen, bevor er 1916 das Vikariat abschloss. Er war Mitglied der Studentenverbindungen Landsmannschaft Ghibellinia Tübingen und Landsmannschaft Troglodytia Kiel.  Peperkorn arbeitete seit 1917 als Pfarrer in Barmstedt und bekam 1920 eine Stelle als Pastor in Viöl. Peperkorn stand der Weimarer Republik ablehnend gegenüber. So trat er schon zum 1. September 1928 in Heide in die NSDAP ein (Mitgliedsnummer 99.065) und betätigte sich als Redner für die Nationalsozialisten. Auch sein Bruder und sein Vater traten schon 1928 in die NSDAP ein. Er wurde 1933 Oberkonsistorialrat beim Landeskirchenamt in Kiel und war von 1934 bis zu seinem Eintritt in den Ruhestand 1936 als Oberkonsistorialrat bei der Kirchenkanzlei der Deutschen Evangelischen Kirche tätig. Außerdem war er Mitglied der Deutschen Christen.
1932 wurde er für die NSDAP in den Preußischen Landtag gewählt, dem er bis zu dessen Auflösung im Oktober 1933 angehörte. Von 1935 bis 1944 war er NSDAP-Kreisleiter von Südtondern.
Nach dem Zweiten Weltkrieg wurde Peperkorn von 1945 bis 1948 inhaftiert.